# Магеровский, Михаил Александрович
Михаил Александрович Магеровский (род. 7 апреля 1986 года , Москва) — российский фигурист, выступавший в одиночном катании. Мастер спорта России. Завершил любительскую карьеру в 2008 году.

## Карьера
Михаил Магеровский начал кататься на коньках в пятилетнем возрасте. На международном уровне Михаил начал выступать в 2002 году. Михаил начал заниматься фигурным катанием в спортивном обществе СЮП (Москва). Первым его тренером был Панфилов Валерий Николаевич, затем тренировался под руководством Кудрявцева В. Н. и Кудрявцевой М. Г. в ЭШВСМ «Москвич». Последним тренером Михаила были Водорезова Е. Г. и Четверухин А. А. в ЦСКА.

## После окончания спортивной карьеры
Участвовал в проекте Ильи Авербуха Шоу «Спящая Красавица» в 2007—2009.
В настоящее время — тренер в СДЮШОР ЦСКА.

## Образование
В 1993 г.поступил в школу № 1269 с углубленным изучением немецкого языка. Окончил среднюю школу № 268. В 2003 поступил и в 2009 окончил Московскую Городскую Академию Физической Культуры. В 2012 году сдал на технического специалиста в судейской системе фигурного катания.

## Личная жизнь
Старший брат Михаила, Magerovski. S., выступал в танцах на льду за США.
Женат.

## Спортивные достижения
| Соревнования                        | 2002—2003 | 2003—2004 | 2004—2005 | 2005—2006 | 2006—2007 | 2007—2008 |
| ----------------------------------- | --------- | --------- | --------- | --------- | --------- | --------- |
| Чемпионаты России                   |           |           | 14        | 5         | 12        |           |
| Первенство России среди юниоров     | 9         | 5         | 4         |           |           |           |
| Финал Кубка России 2003             | 1         |           |           |           |           |           |
| Первенство России (ст. вз.)         | 1         |           | 5         |           |           |           |
| Skate israel                        |           |           |           | 2         |           |           |
| Nebelhorn Trophy                    |           |           |           |           |           | 7         |
| Crystal Skate of Romania            |           |           |           | 4         |           |           |
| Финалы юниорского Гран-при          | 8         |           | 6         |           |           |           |
| Этапы юниорского Гран-при, Словакия | 5         |           |           |           |           |           |
| Этапы юниорского Гран-при, Китай    | 1         |           | 1         |           |           |           |
| Этапы юниорского Гран-при, Румыния  |           |           | 3         |           |           |           |